# Élections générales néo-brunswickoises de 2010
L'élection générale néo-brunswickoise de 2010 eut lieu le 27 septembre 2010. Elle devait élire les députés de l'Assemblée législative de la province du Nouveau-Brunswick (Canada). Plus de 520 000 personnes se sont inscrites sur la liste électorale. Le lieutenant-gouverneur pouvait normalement décider de déclencher des élections avant, où aussi tard qu'en 2011 ; toutefois, le premier ministre Shawn Graham a instauré des élections à date fixe. Les élections ont donc désormais lieu tous les quatre ans au quatrième lundi de septembre. Des lois semblables ont déjà été adoptées dans plusieurs provinces, dont l'Ontario, la Colombie-Britannique et Terre-Neuve-et-Labrador.
Le Parti progressiste-conservateur du Nouveau-Brunswick mené par David Alward remporta l'élection avec un mandat majoritaire, confirmant ainsi la victoire obtenue par celui-ci dans les urnes : le Parti libéral mené par le premier ministre Shawn Graham sortant n'obtenant que 34 % des voix contre 49 % aux progressistes-conservateurs.

## Enjeux
À la dissolution de l'Assemblée législative du Nouveau-Brunswick, le Parti libéral du Nouveau-Brunswick contrôlait 31 sièges et le Parti progressiste-conservateur du Nouveau-Brunswick en détenait 22, tandis que deux étaient vacants.
L'élection du 27 septembre survient six mois après l'échec de la vente d'Énergie NB à Hydro-Québec. Cette vente aurait pu rapporter 4,75 milliards de dollars à la province, ce qui aurait permis de rembourser une grande partie de la dette. Ce projet faisait partie du plan d'autosuffisance de Shawn Graham, dont le but était d'accorder une autonomie financière à la province, mais la proposition a ensuite été annulée. Le parti progressiste-conservateur choisit de faire des questions énergétiques un enjeu majeur de la campagne. Le chef de l'Opposition officielle, David Alward, lance d'ailleurs sa campagne électorale devant le barrage de Mactaquac afin de rappeler la transaction largement impopulaire dans la province. Dans un sondage rendu public par le Telegraph-Journal, la question énergétique figure au premier rang des enjeux électoraux au début de la campagne. Selon le sondage de la firme Corporate Research Associates, mené entre le 16 et le 24 août auprès de 404 personnes, 37 % des répondants estiment que les programmes des partis sur ces questions sont d'une « importance critique », alors que 46 % croient qu'il s'agit d'un élément « important mais non critique ».
L'élection survient alors que la province fait face à un déficit de 8,4 milliards de dollars et sort à peine de la pire récession des dernières décennies. Le parti libéral et le parti progressiste-conservateur proposent tous deux une augmentation des dépenses du gouvernement, sans se prononcer clairement sur les moyens de réduire la dette, tandis que le Nouveau Parti démocratique promet de réduire les dépenses gouvernementale en éliminant certains programmes jugés inutiles ou inefficaces, notamment Entreprise Nouveau-Brunswick. Le NPD promet aussi de nommer un agent d'efficacité gouvernementale. Le Parti vert entend aussi mieux gérer les finances publiques.
Aux finances précaires de la province s'ajoute un manque chronique d'emplois dans certaines régions. Les libéraux promettent de créer 2 700 nouveaux emplois dans le nord de la province et 1 000 dans la région de Miramichi. Le NPD promet de créer 17 000 nouveaux emplois avec un crédit d'impôt.
Selon un sondage de Corporate Reseach Associates pour le compte de Radio-Canada/CBC et L'Acadie nouvelle publié le 20 septembre, la santé est en tête des préoccupations des électeurs (25 %), suivi par l'éducation (12 %), l'économie (9 %), la création d'emplois (8 %) et la situation du français (1 %).
Selon le politologue Roger Ouellette, David Alward, Shawn Graham et Roger Duguay jouent tous leur carrière politique. C'est en effet une tradition pour un chef de démissionner s'il porte le parti à la défaite. Advenant une défaite, Shawn Graham serait le premier premier ministre à démissionner après un seul mandat.

## Chronologie
- 10 octobre 2006 : les organisateurs du Parti vert du Canada au Nouveau-Brunswick annoncent leur intention de former un Parti vert provincial et présenter une liste complète de candidats lors de cette élection.
- 5 novembre 2006 : Allison Brewer démissionne comme chef du Nouveau Parti démocratique. Elle sera remplacée sur une base intérimaire par Pat Hanratty jusqu'à l'élection d'un nouveau chef en 2007.
- 13 décembre 2006 : Bernard Lord démissionne comme chef du Parti progressiste-conservateur et annonce qu'il quittera son siège à l'Assemblée législative le 31 janvier 2007.
- 13 octobre 2007 : Roger Duguay est élu chef du Nouveau Parti démocratique.
- 18 octobre 2007 : David Alward est élu chef du Parti progressiste-conservateur.
- 24 septembre 2009 : Jack MacDougall est élu chef du Parti vert.
- 5 juin 2010 : Kris Austin est élu premier chef de l'AGNB.

## Campagne électorale

### Parti progressiste-conservateur
Le 18 octobre 2006, David Alward est élu chef du Parti progressiste-conservateur du Nouveau-Brunswick.
Le parti progressiste-conservateur lance une page sur Twitter, NBLiberalParty, parodiant le parti libéral mais celle-ci est fermée le 8 septembre car elle contrevient aux conditions d'utilisation. Le parti progressiste-conservateur dévoile son programme le 13 septembre, qui prévoit une augmentation annuelle des dépenses de 142 millions $. Le chef promet de tenir un sommet afin de définir sa politique forestière une fois élu et de faire pression, avec les autres provinces de l'Atlantique, afin que le Nouveau-Brunswick reçoive plus de fonds fédéraux pour la recherche et le développement.
Le 22, les conservateurs et les libéraux s'accusent mutuellement d'avoir un plan secret de compressions budgétaires et de coupures de programmes. Le 25, les conservateurs publient un plan postélectoral, ce qui pousse Shawn Graham à le traiter de présomptueux. De plus, Shawn Graham attaque plusieurs fois David Alward sur son mutisme par rapport à des enjeux importants, comme le programme d'immersion française ou les régies régionales de santé.
Le chef David Alward termine sa campagne à Moncton et Fredericton.

### Parti libéral

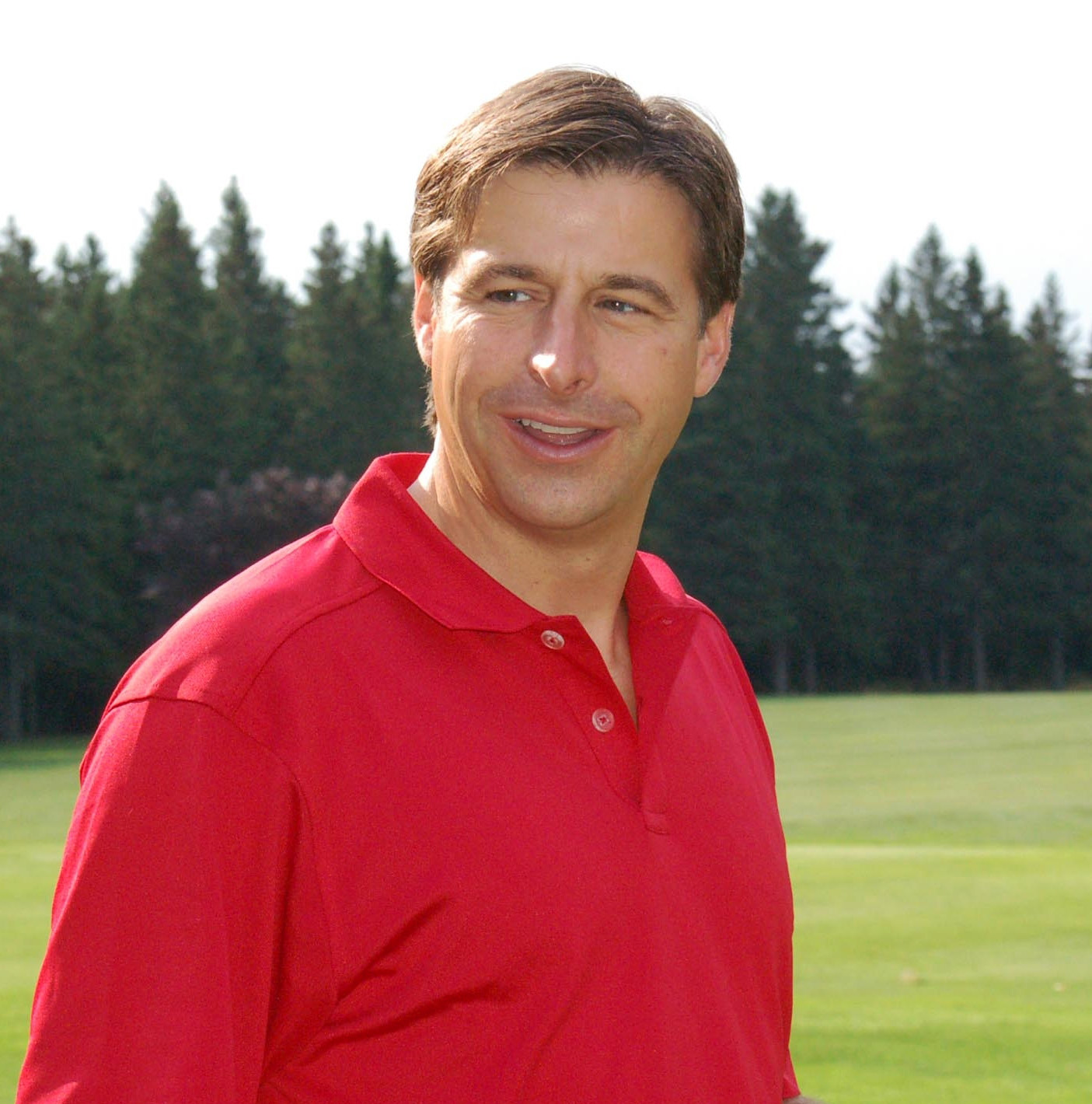
Le chef du Parti libéral, Shawn Graham.

Shawn Graham, déjà député du Parti libéral du Nouveau-Brunswick depuis le 19 octobre 1998, devient chef le 12 mai 2002. Lors de l'élection du 18 septembre 2006, les libéraux l'emportent contre les progressistes-conservateurs de Bernard Lord; Shawn Graham devient le nouveau premier ministre, à la tête d'un gouvernement majoritaire.
Le Réseau environnemental du Nouveau-Brunswick (RENB) dévoile son classement des programmes environnementaux des partis en course le 3 septembre. Seul le parti libéral ne passe pas le test, pour la première fois de son histoire, parce qu'il ne remet pas le formulaire.
Le Parti libéral dévoile sa plateforme électorale le 14 septembre. Shawn Graham promet d'étendre l'enseignement du micmac et du malécite-passamaquoddy à l'école secondaire. De plus, ces cours pourraient être optionnels pour les non-autochtones. Le parti libéral s'engage à créer 7 000 nouvelles places en garderie. Le parti promet aussi de créer un nouveau congé férié le troisième lundi de février, le Jour de la Famille, dans le but d'attirer de nouvelles familles dans la province. Le parti se dit prêt à travailler de concert avec l'industrie forestière afin de faire croître ce domaine.
Le 22, les conservateurs et les libéraux s'accusent mutuellement d'avoir un plan secret de compressions budgétaires et de coupures de programmes.
Le chef Shawn Graham termine sa campagne dans la Péninsule acadienne.

### Nouveau Parti démocratique
Lors des trois premières semaines de la campagne, le parti fait surtout des promesses liées à la gestion fiscale de la province. Interrogé sur les intentions de vote se stabilisant à 10 %, le chef Roger Duguay affirme pourtant que son parti est sur une lancée. Le programme du parti est lancé le 20 septembre. Celui-ci prévoit un budget austère, avec des promesses s'élevant à 78 millions de dollars mais des compressions de 382 millions de dollars, le tout sans changer le taux d'imposition.
Le Nouveau Parti démocratique promet de réduire le salaire et la pension de retraite des députés.
Le chef Roger Duguay termine sa campagne dans la circonscription de Tracadie-Sheila, où il est candidat.

### Parti vert

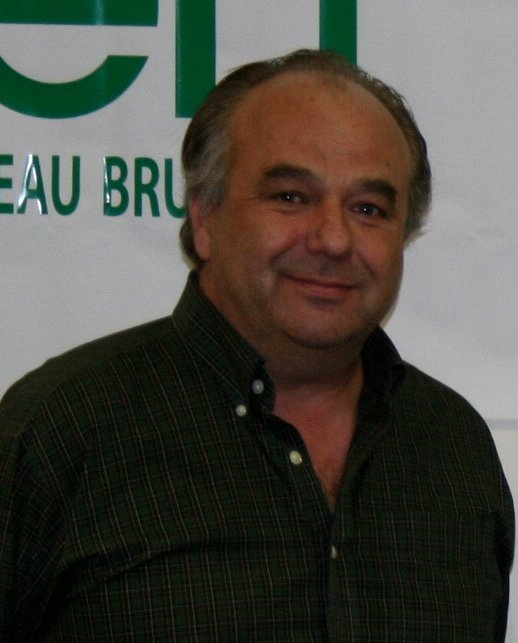
Le chef du Parti vert, Jack MacDougall.

Le Parti vert du Nouveau-Brunswick est fondé en mai 2008, soit deux ans et demi avant le début de la campagne électorale. Jack MacDougall devient le premier chef élu le 19 septembre 2009. Le parti parvient à recruter 51 candidats, dont 25 femmes, le meilleur ratio de tous les partis. Sa plateforme électorale est dévoilée le 8 septembre 2010. Celle-ci promet la création d'une économie verte, une plus grande autonomie aux régions et une meilleure gestion des finances publiques. Après deux semaines de campagne, le chef affirme que le parti réussira à remporter plusieurs sièges à l'Assemblée législative. Jack MacDougall termine sa campagne dans la circonscription de Fredericton-Nashwaaksis, où il est candidat.

### Alliance des gens du Nouveau-Brunswick
L'Alliance des gens du Nouveau-Brunswick est fondée en mars 2010, soit cinq mois avant la campagne électorale; Kris Austin devient son premier chef le 5 juin. Le chef termine sa campagne dans la circonscription de Grand Lake-Gagetown, où il est candidat.

### Débats des chefs
Un débat des chefs a lieu à la Télévision de Radio-Canada et à la Première Chaîne le 14 septembre à 19h. Il est rediffusé à 20h à RDI. Un second débat en anglais est diffusé à 22h à CBC. Ces débats incluent les chefs des quatre plus anciens partis, soit David Alward, Shawn Graham, Roger Duguay et Jack MacDougall. Kris Austin sera quant à lui en entrevue au Téléjournal-Acadie.
La Télévision Rogers et le journal hebdomadaire L'Étoile organisent quant à eux un débat en français le 15 septembre. Selon L'Étoile, David Alward a été la cible la plus fréquente bien qu'il ait été plus en contrôle que lors du premier débat; la question du système de santé a provoqué les échanges les plus houleux mais Shawn Graham a été particulièrement attaqué sur sa politique énergétique. De plus, les chefs ont surtout discuté de leur propre programme, alors que Jack MacDougall et Kris Austin ont peu participé.
Le 23 septembre à 18h, le Réseau CTV diffuse un débat en anglais avec les chefs des trois principaux partis, soit Roger Duguay, Shawn Graham et David Alward. Les chefs Kris Austin et Jack MacDougall sont quant à eux en entrevue juste avant.

### Implication de la société civile
Le 7 septembre, la Fédération des étudiantes et des étudiants de l'Université de Moncton (FÉÉCUM) lance six recommandations aux partis.
Le 22, l'Association acadienne des artistes professionnel.le.s du Nouveau-Brunswick (AAAPNB) et ArtslinkNB critiquent le manque de vision des différents partis en matière de culture et d'art.
À la fin de la campagne, Radio-Canada rapporte que de nombreux responsables de l'industrie forestière considère que les partis ne se préoccupent pas assez de cette industrie.

## Résultats
| Parti | Parti                     | Chef            | # de candidats | Sièges | Sièges      | Sièges | Sièges  | Voix    | Voix    | Voix    |
| Parti | Parti                     | Chef            | # de candidats | 2006   | Dissolution | Élus   | % Diff. | #       | %       | Diff.   |
| ----- | ------------------------- | --------------- | -------------- | ------ | ----------- | ------ | ------- | ------- | ------- | ------- |
|       | Progressiste-Conservateur | David Alward    | 55             | 26     | 21          | 42     | +21     | 181,616 | 48,92 % | +1,4 %  |
|       | Libéral                   | Shawn Graham    | 55             | 29     | 32          | 13     | -19     | 127,679 | 34,39 % | -12,8 % |
|       | NPDNB                     | Roger Duguay    | 55             | 0      | 0           | 0      | 0       | 38,430  | 10,35 % | +5,3 %  |
|       | Vert                      | Jack MacDougall | 49             | N/A    | 0           | 0      | 0       | 16,823  | 4,53 %  | +4,5 %  |
|       | AGNB                      | Kris Austin     | 14             | N/A    | 0           | 0      | 0       | 4,389   | 1,18 %  |         |
|       | Indépendant               |                 | 7              | 0      | 0           | 0      | 0       | 2,286   | 0,62 %  |         |
|       | Vacant                    |                 |                |        | 2           | 0      | 0       |         |         |         |
| Total | Total                     | Total           | 235            | 55     | 55          | 55     | 88      | 371,223 | 100 %   |         |

Résultats par régions
| Parti        | Parti                      | Parti          | Centre | Nord-est | Nord-ouest | Sud-est | Sud-ouest | Total  |
| ------------ | -------------------------- | -------------- | ------ | -------- | ---------- | ------- | --------- | ------ |
|              | Libéral                    | Sièges         | 0      | 6        | 0          | 6       | 1         | 13     |
|              | Libéral                    | Vote populaire | 28,0 % | 40,7 %   | 28,9 %     | 37,9 %  | 31,7 %    | 34,4 % |
|              | Progressiste- Conservateur | Sièges         | 9      | 7        | 7          | 8       | 11        | 42     |
|              | Progressiste- Conservateur | Vote populaire | 51,8 % | 43,8 %   | 59,8 %     | 45,3 %  | 48,4 %    | 48,9 % |
|              | Néo-démocrate              | Sièges         | 0      | 0        | 0          | 0       | 0         | 0      |
|              | Néo-démocrate              | Vote populaire | 10,6 % | 12,8 %   | 4,4 %      | 9,4 %   | 13,4 %    | 10,3 % |
|              | Vert                       | Sièges         | 0      | 0        | 0          | 0       | 0         | 0      |
|              | Vert                       | Vote populaire | 6,6 %  | 1,8 %    | 2,6 %      | 6,8 %   | 4,4 %     | 4,5 %  |
|              | Alliance des gens          | Sièges         | 0      | 0        | 0          | 0       | 0         | 0      |
|              | Alliance des gens          | Vote populaire | 5,7 %  | 0,9 %    | 0,4 %      | 0,4 %   | 1,4 %     | 1,1 %  |
| Total sièges | Total sièges               | Total sièges   | 9      | 13       | 7          | 14      | 12        | 55     |

## Sondages
| Compagnie                                   | Date               | Lien | Libéral | PC   | NPD | Vert |
| ------------------------------------------- | ------------------ | ---- | ------- | ---- | --- | ---- |
| CBC News/L'Acadie nouvelle                  | 20 septembre 2010  | HTML | 37      | 47   | 9   | 5    |
| Abacus Data                                 | 19 septembre 2010  | PDF  | 38      | 42   | 11  | 6    |
| Corporate Research Associates               | 19 septembre 2010  | HTML | 36      | 46   | 11  | 6    |
| Corporate Research Associates               | 18 septembre 2010  | HTML | 38      | 45   | 10  | 6    |
| Corporate Research Associates               | 17 septembre 2010  | HTML | 37      | 49   | 9   | 4    |
| Corporate Research Associates               | 16 septembre 2010  | HTML | 38      | 48   | 9   | 5    |
| Corporate Research Associates               | 15 septembre 2010  | HTML | 38      | 48   | 10  | 4    |
| Corporate Research Associates               | 14 septembre 2010  | HTML | 37      | 50   | 9   | 4    |
| Corporate Research Associates               | 13 septembre 2010  | HTML | 37      | 49   | 10  | 4    |
| Corporate Research Associates               | 12 septembre 2010  | HTML | 38      | 49   | 9   | 4    |
| Corporate Research Associates               | 11 septembre 2010  | HTML | 41      | 46   | 9   | 4    |
| Corporate Research Associates               | 9 septembre 2010   | HTML | 41      | 45   | 9   | 4    |
| Corporate Research Associates               | 8 septembre 2010   | HTML | 43      | 45   | 8   | 3    |
| Corporate Research Associates               | 7 septembre 2010   | HTML | 43      | 43   | 11  | 3    |
| Corporate Research Associates               | 6 septembre 2010   | HTML | 43      | 41   | 11  | 4    |
| Corporate Research Associates               | 5 septembre 2010   | HTML | 43      | 41   | 11  | 4    |
| Corporate Research Associates               | 4 septembre 2010   | HTML | 43      | 42   | 10  | 4    |
| Corporate Research Associates               | 1er septembre 2010 | HTML | 42      | 43   | 10  | 3    |
| Corporate Research Associates               | 24 août 2010       | PDF  | 41      | 36   | 16  | 6    |
| Corporate Research Associates               | 31 mai 2010        | PDF  | 37      | 42   | 16  | 5    |
| Corporate Research Associates               | 9 mars 2010        | PDF  | 36      | 42   | 18  | 4    |
| Corporate Research Associates               | 2 décembre 2009    | PDF  | 36      | 46   | 14  | 4    |
| Léger Marketing                             | 22 novembre 2009   | PDF  | 33      | 45   | 19  |      |
| Corporate Research Associates               | Septembre 2009     | HTML | 41      | 35   | 22  | 2    |
| Corporate Research Associates               | Mai 2009           | HTML | 41      | 40   | 16  | 3    |
| Corporate Research Associates               | Février 2009       | HTML | 50      | 34   | 13  | 3    |
| Corporate Research Associates               | Novembre 2008      | HTML | 45      | 38   | 13  | 4    |
| Corporate Research Associates               | Août 2008          | HTML | 49      | 34   | 14  | 4    |
| Corporate Research Associates               | Mai 2008           | HTML | 51      | 36   | 11  | 2    |
| Corporate Research Associates               | Février 2008       | HTML | 63      | 26   | 8   | 2    |
| Corporate Research Associates               | Novembre 2007      | HTML | 53      | 32   | 10  | 4    |
| Corporate Research Associates               | Août 2007          | HTML | 60      | 30   | 7   | 2    |
| Corporate Research Associates               | Mai 2007           | HTML | 53      | 33   | 10  | 4    |
| Corporate Research Associates               | Février 2007       | HTML | 59      | 27   | 11  | 2    |
| Corporate Research Associates               | Novembre 2006      | HTML | 65      | 27   | 6   | 2    |
| Élection générale néo-brunswickoise de 2006 | 18 septembre 2006  | HTML | 47,1    | 47,5 | 5,1 | --   |

## Candidats

### Candidats par circonscription
Légende
- gras indique un membre du conseil exécutif ou un chef de parti
- italique indique un candidat potentiel n'ayant pas reçu la nomination de son parti
- † indique un député sortant n'étant pas candidat

#### Nord
| Circonscription                | Candidats                            | Candidats                         | Candidats                               | Candidats                           | Candidats                        | Candidats         | Député sortant     |
| Circonscription                | Libéral                              | Progressiste-conservateur         | Néo-démocrate                           | Vert                                | Allianciste                      | Indépendant/autre | Député sortant     |
| ------------------------------ | ------------------------------------ | --------------------------------- | --------------------------------------- | ----------------------------------- | -------------------------------- | ----------------- | ------------------ |
| Campbellton—Restigouche-Centre | Roy Boudreau 2,822 - (34,84 %)       | Greg Davis 4,471 - (55,20 %)      | Wilder Jules, 604 - (7,46 %)            | Lynn Morrison Hemson 202 - (2,49 %) |                                  |                   | Roy Boudreau       |
| Dalhousie—Restigouche-Est      | Donald Arseneault 3,361 - (46,53 %)  | Joseph Elias 2 593 - (33,23 %)    | Ray Godin 1,413 - (18,11 %)             | Susan Smissaert 167 - (2,14 %)      |                                  |                   | Donald Arseneault  |
| Nigadoo-Chaleur                | Roland Haché 3,654 - (49,75 %)       | Fred Albert 2 800 - (38,13 %)     | Serge Beaubrun 709 - (9,65 %)           | Mathieu LaPlante 181 - (2,46 %)     |                                  |                   | Roland Haché       |
| Bathurst                       | Brian Kenny 2 899 - (44,93 %)        | Nancy McKay 2 824 - (43,77 %)     | Sebastien Duke 622 - (9,64 %)           | Hazel Hachey 107 - (1,66 %)         |                                  |                   | Brian Kenny        |
| Nepisiguit                     | Cheryl Lavoie 1 946 - (32,49 %)      | Ryan Riordon 2 456 - (41,01 %)    | Pierre Cyr 1 476 - (24,65 %)            | Patrice Des Lauriers 111 - (1,85 %) |                                  |                   | Cheryl Lavoie      |
| Caraquet                       | Hédard Albert 3 663 - (50,07 %)      | Philip Chiasson 3 041 - (41,57 %) | Claudia Julien 406 - (5,55 %)           | Mathieu Chayer 206 - (2,82 %)       |                                  |                   | Hédard Albert      |
| Lamèque-Shippagan-Miscou       | Alonzo Rail 2,304 - (31,74 %)        | Paul Robichaud 4 272 - (58,84 %)  | Armel Chiasson 684 - (9,42 %)           |                                     |                                  |                   | Paul Robichaud     |
| Centre-Péninsule—Saint-Sauveur | Denis Landry 4 655 - (63,85 %)       | Anike Robichaud 1 487 - (20,40 %) | Francois Rousselle 1 149 - (15,76 %)    |                                     |                                  |                   | Denis Landry       |
| Tracadie-Sheila                | Norma McGraw 1 480 - (18,96 %)       | Claude Landry 3 808 - (48,78 %)   | Roger Duguay 2 518 - (32,26 %)          |                                     |                                  |                   | Claude Landry      |
| Baie-de-Miramichi—Neguac       | Carmel Robichaud 2 546 - (37,36 %)   | Serge Robichaud 2 908 - (42,67 %) | Marc-Alphonse Leclair 1 132 - (16,61 %) | Filip Vanicek 93 - (1,36 %)         | Thomas L'Huillier 136 - (2,00 %) |                   | Carmel Robichaud   |
| Miramichi—Baie-du-Vin          | Bill Fraser 3 290 - (49,62 %)        | Joan Cripps 2 615 - (39,44 %)     | Kelly Clancy-King 510 - (7,69 %)        | Ronald Mazerolle 216 - (3,26 %)     |                                  |                   | Bill Fraser        |
| Miramichi-Centre               | John Winston Foran 2 552 - (38,56 %) | Robert Trevors                    | Douglas Mullin 379 - (5,73 %)           | Dylan Schneider 175 - (2,64 %)      | Frances Connell 325 - (4,91 %)   |                   | John Winston Foran |
| Miramichi-Sud-Ouest            | Rick Brewer 1 952 - (30,17 %)        | Jake Stewart 3 792 - (58,60 %)    | Jason Robar 200 - (3,09 %)              | Jimmy Lawlor 204 - (3,15 %)         | Wes Gullison 323 - (4,99 %)      |                   | Rick Brewer        |

#### Sud-est
| Circonscription             | Candidats                                | Candidats                            | Candidats                           | Candidats                              | Candidats                     | Candidats                             | Député sortant          |
| Circonscription             | Libéral                                  | Progressiste-conservateur            | Néo-démocrate                       | Vert                                   | Allianciste                   | Indépendant/autre                     | Député sortant          |
| --------------------------- | ---------------------------------------- | ------------------------------------ | ----------------------------------- | -------------------------------------- | ----------------------------- | ------------------------------------- | ----------------------- |
| Rogersville-Kouchibouguac   | Bertrand LeBlanc 3 442 - (46,03 %)       | Jimmy Bourque 3 174 - (42,45 %)      | Alida Fagan 861 - (11,52 %)         |                                        |                               |                                       | Vacant                  |
| Kent                        | Shawn Graham 3 722 - (55,72 %)           | Bruce Hickey 1 720 - (25,75 %)       | Susan Levi-Peters 1 023 - (15,31 %) | Garry Sanipass 215 - (3,22 %)          |                               |                                       | Shawn Graham            |
| Kent-Sud                    | Martin Goguen 2 447 - (29,20 %)          | Claude Williams 5 055 - (60,33 %)    | Oscar Doucet 503 - (6,00 %)         | Luc LeBreton 374 - (4,46 %)            |                               |                                       | Claude Williams         |
| Shediac—Cap-Pelé            | Victor Boudreau 5 244 - (61,33 %)        | Janice Brun 2 121 - (24,81 %)        | Yves Leger 669 - (7,82 %)           | Natalie Arsenault 409 - (4,78 %)       |                               | Charles Vautour (Ind.) 107 - (1,25 %) | Victor Boudreau         |
| Tantramar                   | Beth Barczyk 911 - (19,02 %)             | Mike Olscamp 2 712 - (56,62 %)       | Bill Evans 513 - (10,71 %)          | Margaret Tusz-King 654 - (13,65 %)     |                               |                                       | Mike Olscamp            |
| Memramcook-Lakeville-Dieppe | Bernard LeBlanc 3 426 - (50,82 %)        | Fortunat Duguay 2 174 - (32,25 %)    | Denis Brun 707 - (10,49 %)          | Fanny Leblanc 435 - (6,45 %)           |                               |                                       | Bernard LeBlanc         |
| Dieppe-Centre—Lewisville    | Roger Melanson 4 541 - (46,24 %)         | Dave Maltais 3 429 - (34,91 %)       | Agathe Lapointe 1 174 - (11,95 %)   | Paul LeBreton 677 - (6,89 %)           |                               |                                       | Cy Leblanc †            |
| Moncton-Est                 | Chris Collins 2 694 - (41,54 %)          | Karen Nelson 2 528 - (38,98 %)       | Teresa Sullivan 626 - (9,65 %)      | Roy MacMullin 637 - (9,82 %)           |                               |                                       | Chris Collins           |
| Moncton-Ouest               | Anne Marie Picone Ford 1 995 - (32,50 %) | Susan Stultz 2 983 - (48,59 %)       | Shawna Gagne 580 - (9,45 %)         | Carrie Sullivan 503 - (8,19 %)         |                               | Barry Renouf (Ind.) 78 - (1,27 %)     | Joan MacAlpine-Stiles † |
| Moncton-Nord                | Kevin Robart 1 912 - (36,54 %)           | Marie-Claude Blais 2,349 - (44,90 %) | Jean Guimond 512 - (9,79 %)         | Greta Doucet 367 - (7,01 %)            | Carl Bainbridge 92 - (1,76 %) |                                       | Vacant                  |
| Moncton-Crescent            | Russ Mallard 2 538 - (30,77 %)           | John Betts 4 171 - (50,57 %)         | Cyprien Okana 809 - (9,81 %)        | Mike Milligan 730 - (8,85 %)           |                               |                                       | John Betts              |
| Petitcodiac                 | Wally Stiles 1 769 - (23,84 %)           | Sherry Wilson 4 135 - (55,74 %)      | Leta Both 666 - (8,98 %)            | Bethany Thorne-Dykstra 849 - (11,44 %) |                               |                                       | Wally Stiles            |
| Riverview                   | Lana Hansen 1 626 - (23,47 %)            | Bruce Fitch 4 357 - (62,89 %)        | Darryl Pitre 457 - (6,60 %)         | Steven Steeves 488 - (7,04 %)          |                               |                                       | Bruce Fitch             |
| Albert                      | Claude Curwin 1 252 - (19,54 %)          | Wayne Steeves 4 009 - (62,57 %)      | Anthony Crandall 412 - (6,43 %)     | Vernon Woolsey 448 - (6,99 %)          | Lucy Rolfe 286 - (4,46 %)     |                                       | Wayne Steeves           |

#### Sud-ouest
| Circonscription      | Candidats        | Candidats                 | Candidats         | Candidats            | Candidats             | Candidats            | Député sortant      |
| Circonscription      | Libéral          | Progressiste-conservateur | Néo-démocrate     | Vert                 | Allianciste           | Indépendant/autre    | Député sortant      |
| -------------------- | ---------------- | ------------------------- | ----------------- | -------------------- | --------------------- | -------------------- | ------------------- |
| Kings-Est            | George Horton    | Bruce Northrup            | Robert Murray     | Jenna Milligan       |                       |                      | Bruce Northrup      |
| Hampton-Kings        | Kit Hickey       | Bev Harrison              | Julie Drummond    | Pierre Roy           |                       |                      | Bev Harrison        |
| Quispamsis           | Mary Schryer     | Blaine Higgs              | Matt Doherty      | Mark Woolsey         |                       |                      | Mary Schryer        |
| Saint John-Fundy     | Gary Keating     | Glen Savoie               | Lise Lennon       | Matthew Clark        | Glenn McAllister      |                      | Stuart Jamieson †   |
| Rothesay             | Victoria Clarke  | Margaret-Ann Blaney       | Pamela Scichilone | Sharon Murphy-Flatt  |                       |                      | Margaret-Ann Blaney |
| Saint John-Est       | Kevin McCarville | Glenn Tait                | Sandy Harding     | Ann McAllister       |                       |                      | Roly MacIntyre †    |
| Saint John Harbour   | Ed Doherty       | Carl Killen               | Wayne Dryer       | Patty Higgins        |                       | John Campbell (Ind.) | Ed Doherty          |
| Saint John Portland  | Dan Joyce        | Trevor Holder             | Jeremy Higgins    | Stefan Warner        | Lisa Cromwell         |                      | Trevor Holder       |
| Saint John Lancaster | Abel Leblanc     | Dorothy Shephard          | Habib Kilisli     | Mary Ellen Carpenter | Wendy Coughlin        |                      | Abel Leblanc        |
| Fundy-River Valley   | Jack Keir        | Jim Parrott               | David Sullivan    | Stephanie Coburn     | Edward Hoyt           |                      | Jack Keir           |
| Charlotte-les-Îles   | Rick Doucet      | Sharon Tucker             | Sharon Greenlaw   | Burt Folkins         | Theresa (Terry) James |                      | Rick Doucet         |
| Charlotte-Campobello | Annabelle Juneau | Curtis Malloch            | Lloyd Groom       | Janice Harvey        | John Craig            |                      | Tony Huntjens †     |

#### Centre
| Circonscription            | Candidats       | Candidats                 | Candidats             | Candidats           | Candidats     | Candidats          | Député sortant    |
| Circonscription            | Libéral         | Progressiste-conservateur | Néo-démocrate         | Vert                | Allianciste   | Indépendant/autre  | Député sortant    |
| -------------------------- | --------------- | ------------------------- | --------------------- | ------------------- | ------------- | ------------------ | ----------------- |
| Oromocto                   | Georgina Jones  | Jody Carr                 | Beau Davidson         |                     |               |                    | Jody Carr         |
| Grand Lake-Gagetown        | Barry Armstrong | Ross Wetmore              | J.R. Magee            | Sandra Burtt        | Kris Austin   |                    | Eugene McGinley † |
| Fredericton-Nashwaaksis    | T. J. Burke     | Troy Lifford              | Dana Brown            | Jack MacDougall     |               |                    | T. J. Burke       |
| Fredericton-Fort Nashwaak  | Kelly Lamrock   | Pam Lynch                 | Andy Scott            | Kathleen MacDougall |               |                    | Kelly Lamrock     |
| Fredericton-Lincoln        | Greg Byrne      | Craig Leonard             | Jason Purdy           | Tracey Waite        |               |                    | Greg Byrne        |
| Fredericton-Silverwood     | Rick Miles      | Brian Macdonald           | Tony Myatt            | Jim Wolstenholme    |               | Jim Andrews (Ind.) | Rick Miles        |
| New Maryland—Sunbury-Ouest | Larry DeLong    | Jack Carr                 | Jesse Travis          | Ellen Comer         |               |                    | Jack Carr         |
| York                       | Winston Gamblin | Carl Urquhart             | Sharon Scott-Levesque | Jean Louis Deveau   |               |                    | Carl Urquhart     |
| York-Nord                  | Eugene Price    | Kirk MacDonald            | Genevieve MacRae      | Jarrod Currie       | Steven Hawkes |                    | Kirk MacDonald    |

#### Nord-ouest
| Circonscription                  | Candidats        | Candidats                 | Candidats        | Candidats                | Candidats     | Candidats               | Député sortant  |
| Circonscription                  | Libéral          | Progressiste-conservateur | Néo-démocrate    | Vert                     | Allianciste   | Indépendant/autre       | Député sortant  |
| -------------------------------- | ---------------- | ------------------------- | ---------------- | ------------------------ | ------------- | ----------------------- | --------------- |
| Woodstock                        | Jeff Bradbury    | David Alward              | Conrad Anderson  | Todd Antworth            | David Kennedy | Dale Allen (Ind.)       | David Alward    |
| Carleton                         | Peter Cook       | Dale Graham               | Jacob Elsinga    | Tegan Wong-Daugherty     |               |                         | Dale Graham     |
| Victoria-Tobique                 | Larry Kennedy    | Wes McLean                | David Burns      | Wayne Sabine             |               | Carter Edgar (Ind.)     | Larry Kennedy   |
| Grand-Sault—Drummond—Saint-André | Ron Ouellette    | Danny Soucy               | Maureen Michaud  | Cécile Martel Robitaille |               |                         | Ron Ouellette   |
| Restigouche-La-Vallée            | Burt Paulin      | Martine Coulombe          | Alain Martel     | André Arpin              |               |                         | Burt Paulin     |
| Edmundston—Saint-Basile          | Michelle Daigle  | Madeleine Dubé            | Michel Thebeau   | Michelle Simard          |               |                         | Madeleine Dubé  |
| Madawaska-les-Lacs               | Jocelyn Lévesque | Yvon Bonenfant            | Nicole Theriault |                          |               | Jean-Marc Nadeau (Ind.) | Jeannot Volpé † |

## Changement parmi les députés

### Députés sortants ne présentant pas à la réélection
Les députés suivants ont annoncé ne pas vouloir présenter leur candidature. Les boites ci-dessous indiquent les députés qui siégeaient à l'Assemblée législative au moment du déclenchement des élections.

### Députés défaits
Les boites ci-dessous indiquent les députés qui se représentaient lors de l'élection, mais qui n'ont pas été réélus. 

### Nouveaux députés
Les boites ci-dessous indiquent les nouveaux députés qui font leur entrée à l'Assemblée législative à la suite de l'élection. 

## Élection
Élections NB lance une publicité originale au début de la campagne, en apposant sur les pintes de lait des publicités incitant la population à vérifier leur inscription sur la liste électorale. Des bureaux de vote satellites sont désormais installés sur les campus universitaires, à la suite d'une demande de la Fédération des étudiantes et des étudiants du centre universitaire de Moncton (FÉÉCUM). Les personnes âgées de 18 à 24 ans ont été les moins nombreuses à voter en 2006.